# 蔣公堤功德碑
蔣公堤功德碑是位於臺灣臺南市永康區五榕園的功德碑，為紀念臺灣知府蔣允焄於洲仔尾地區捐銀造橋所建。該碑至今仍存，並被列為臺南市文化資產中的一般文物。

## 沿革
乾隆三十一年（1766年），洲仔尾地區由於春夏兩季豪雨氾濫，河水上漲，造成洲仔尾地區來往交通困難。時任臺灣知府的蔣允焄遂「捐俸率先」展開防水工程。立有〈新建塭岸橋碑記〉。乾隆三十六（1771）年，升任臺灣兵備道的蔣允焄回到洲仔尾，見「堤岸坍塌，橋梁損毀，無有修者」，再度修堤塭岸橋。士民因立蔣公堤功德碑記，以此感念蔣允焄在知府及分巡台澎兵備道任內，積極推動洲仔尾一帶堤岸與橋樑的修築工程。
臺灣日治時期，蔣公堤功德碑輾轉到了三崁店製糖所所在區域保存，1953年時被發現但未受重視，後於1956年10月17日石暘睢等人至此採集發現此碑後，此碑移至今台糖永康糖廠辦公室前側（今南良集團總部）五榕園。2010年，臺南市政府文化資產處將此碑公告登錄為一般文物。
2011年，由於鄰近的老樹根系過度擴展，可能對古碑基座造成損害，台糖提出兩種保存方案：一是將古碑遷移至三崁店神社遺址園區內，二是移交國立臺灣歷史博物館保存。2021年，台糖計劃將蔣公堤功德碑無償捐贈給國立臺灣歷史博物館，這一消息引發當地文史工作者和地方居民的強烈反對。台糖台南區隨後作出澄清。
隨後，確認功德碑仍保持原地，由於石碑長期立於戶外，經文資處勘查後，由南良公司贊助經費，委由專業團隊進行修護與加固等工程，該修復工事於2024年10月完工。

## 規格
蔣公堤功德碑分為碑身和梯形碑座兩個部分。其結構採花崗岩製作，碑身高度231公分，寬度86.7公分，厚度13.6公分，梯形碑座高度33公分，上部長度94.5公分、寬度41公分，下部長103.5公分、寬43.5公分。當前，整座碑固定在二階磨石子水泥材質的現代臺座上。
蔣公堤功德碑記原文為：
|  | 公諱允焄，號為光，貴陽金竹人也。乾隆二十八年蒞臺灣府任。三十年春，建築臺北、諸南之洲仔尾□岸，延長五里許，岸高七尺有奇，面寬六尺，造木橋十四。三十三年，公陞任分巡臺澎兵俻道兼理提督學政。抵臺之日，見堤岸坍塌，橋樑捐壞，無有修者。公復捐捧重修，派委朱登、陳朝樑等十六人管工督造。堤岸增高五尺，面加廣一丈；添造木橋十六，開渠疏流入海。經始於庚寅仲冬十六日，越十二月念二日告竣，計費白銀二千有奇。 是公之建造此堤，利濟全臺。往來行旅皆曰：「此，蔣公堤也！直與蘇公堤後先媲美，誠千古罕有之功德也！」我臺民合相率勒石，以誌不朽。 乾隆三十六年正月 日，闔臺士民仝勒石。 董事朱登、陳朝樑、陳珪、康高、張連榜、鄭選、陶崑、沈嘉、陳元禧、謝秩、趙光、鄭大成、王春、薛章、張逞、王海。總理戴天祿、呈請脩葺張疇。 |

碑身正中央牌框內豎寫「皇清」二字，兩側飾有龍紋，正面框內浮雕一隻回首麒麟。碑面起首橫刻「蔣公堤」三字，碑文由右至左豎排，共十二行。目前接合處以水泥黏合固定，增強穩固性。

## 另見
- 永康糖廠
- 三崁店神社